# シンドン
シンドン（朝：신동、英：Shindong、1985年9月28日  - ）は、韓国の歌手、タレントであり、男性アイドルグループSUPER JUNIORのメンバー。SMエンタテインメント所属。

## 来歴
- 2005年、SM青少年ベスト選抜大会・ギャグ部門1位にてオーディション合格。
- 2005年、SUPER JUNIORのメンバーとしてデビュー。以後は主にバラエティ番組で活動していた。
- 子ども向け番組『ポポポ』にMCとして出演。「ドングリドンシンドン」と呼ばれ愛された。
- 2008年からMBCラジオ『退屈打破』のDJを務める。午前0時から放送されているが、ハイテンションで番組を進行し、SUPER JUNIORのメンバーがゲスト出演した際にはお祭り騒ぎになる。同時間帯聴取率1位も獲得。2009年には、MBC演技大賞のラジオ部門優秀賞、2013年にはMBC放送芸能大賞のラジオ部門最優秀賞を受賞しており、シンドンの代表的な仕事の一つであった。しかし2014年7月6日、軍入隊を控えているため、6年3か月間務めたDJを降板した。
- 2008年2月18日スタートのKBSドラマ「シングルパパは熱愛中」に本名シン・ドンヒとして俳優デビューも果たした。
- 2014年11月5日、所属事務所が11月25日に京畿道（キョンギド）議政府（ウィジョンプ）306補充隊に入所すると発表。しかし21日、ヘルニア治療のため来年に延期すると発表された。
- 2015年3月24日、漣川（ヨンチョン）28師団に現役入隊。静かに入隊することを望み、メンバーの同行はなくイベントも行わなかったが、坊主にする姿を自身のYouTubeチャンネルに公開した[2]。基礎訓練後、京畿道龍仁（ヨンイン）にある第3軍司令部55師団軍楽隊に配置された。
- 2016年12月23日、除隊。施設を出る際には多くのファンに迎え入れられた。また、その日の内に芸能活動を再開し、KBSのバラエティ番組に参加した[3]。

## 人物
- 出身：韓国慶尚北道
- 身長：173cm、血液型：O型[1]
- ニックネーム:ドングリドンドン
- 家族構成：父、母、妹
- 学歴
  - 百済芸術大学 実用ダンス科（卒業）
  - 青雲大学校（朝鮮語版） 放送音楽 学士
  - 青雲大学校 情報商業大学院 放送音楽 修士課程 修了
  - 仁荷大学校 大学院 文化経営学専攻（融合課程、博士課程）
- 持ち前のユーモアさをバラエティ番組などで遺憾無く発揮しており、お笑い担当と評されることもある[4]。
- アイドルとしては膨よかな体格であった。2019年にバラエティー番組で体重を計測した際、体重が111kgを越えていた[4]。しかし、2020年に医師の忠告でダイエットをし、37kgの減量に成功した[5]。
- 『Mr.Simple』の活動時期に二重手術を行う。理由は、思いのほか自分のソロパートが多かったため。また事務所社長から勧められたからとも語っている。アルバム『THIS IS LOVE（シンドンver）』のブックレットの中では、自身の目について『目は金で買った』とコメント。同じく二重手術をしているキュヒョンについても同様のコメントを残した。
- デジタル機器関連に強く、『MAMACITA』の活動時には、わかりやすいように振り付け動線動画を作成しメンバーに配った。またSUPER JUNIOR-D&Eの『Oppa,Oppa』のMVもシンドンが監督した[6]。自身のYouTubeチャンネルには、彼が制作した動画も公開されている。
- MyDollエンターテインメント所属のガールズグループ・Pink Fantasyのプロデューサーとしても活動している。

## 活動

### バラエティ番組
2004年
- 《東方神起Sweet Rose Party  》MC（デビュー作）

2005年
- KMTV《Show! Music Tank》MC
- MBC《無限に挑戦》（2005年）
- Mnet《M! Countdown》（～2008年）

2006年
- Mnet《Hello チェット》

2007年
- KMTV《ミュージックビデオ Mix Party : シンドンのDJ 青リンゴ・サウンド》MC
- MBC《1万ウォンの幸せ》
- MBC《ポポポアイジョア》MC（～2010年）

2008年
- Mnet《踊るヨン兄ドン弟》MC

2009年
- MBC Every 1《指輪の帝王》
- MBC《サンデーナイト》
- KBS2《青春不敗》

2010年
- MBC《第28回MBC創作童謡祭》

2011年
- KBS2《ハッピーサンデー - 男子の資格》
- KBS2《出発ドリームチーム シーズン2》
- KBS2《1対100》

2012年
- KBS2《国民トークショー アンニョンハセヨ》
- MBC MUSIC《SHOW CHAMPION》MC
- Mnet《ビートルズコード シーズン2》MC（～2013年）

2013年
- JTBC《イ・スクン、キム・ビョンマンの上流社会》
- KBS2《ハッピーサンデー マンマミーア》
- チャンネルA《超高速秘法ショー 金よ出てこい、さっさと》MC
- MBC《コメディにはまる》（2月8日放送分）
- Mnet《ビートルズ・コード3D》MC（～2014年）

2014年
- MBC MUSIC《アイドルダンス大会 D-Style》
- MBC《2014FIFAワールドカップ アイドルフットサルワールドカップ》

### ドラマ
- 2008年 KBS2《シングルパパは熱愛中》- オ・チルグ役
- 2009年 MBC《内助の女王》- カメオ出演
- 2010年 SBS《ドクターチャンプ》- カン・ウラム役
- 2011年 MBC《みんな私の愛》- 男役

### ラジオ番組
- シンドン、シニョンの退屈打破（MBC 2008年 - 2010年4月28日）
- シンドン、パク・ギュリの退屈打破（MBC 2010年5月5日 - 2011年9月26日）[7]
- シンドンの退屈打破（MBC 2011年10月3日-2014年7月6日）[8]

### フィーチャリング
- 2008年02月25日「シングルパパは熱愛中」O.S.T - シンドン、ボンイ（봉이）『泣くな』

### プロデュース
- Pink Fantasy（MyDollエンターテインメント所属）

### 各種SNS
- ShinsFriends (@ShinsFriends) - X（旧Twitter）
- earlyboysd (@earlyboysd) - Instagram
- 신동댕동 Shindongdengdong - YouTube
- 神童SD928 - 新浪微博（簡体字中国語）

### 公式サイト
- SUPER JUNIOR日本公式サイト
- SM Entertainment公式サイト